# Sud Aviation

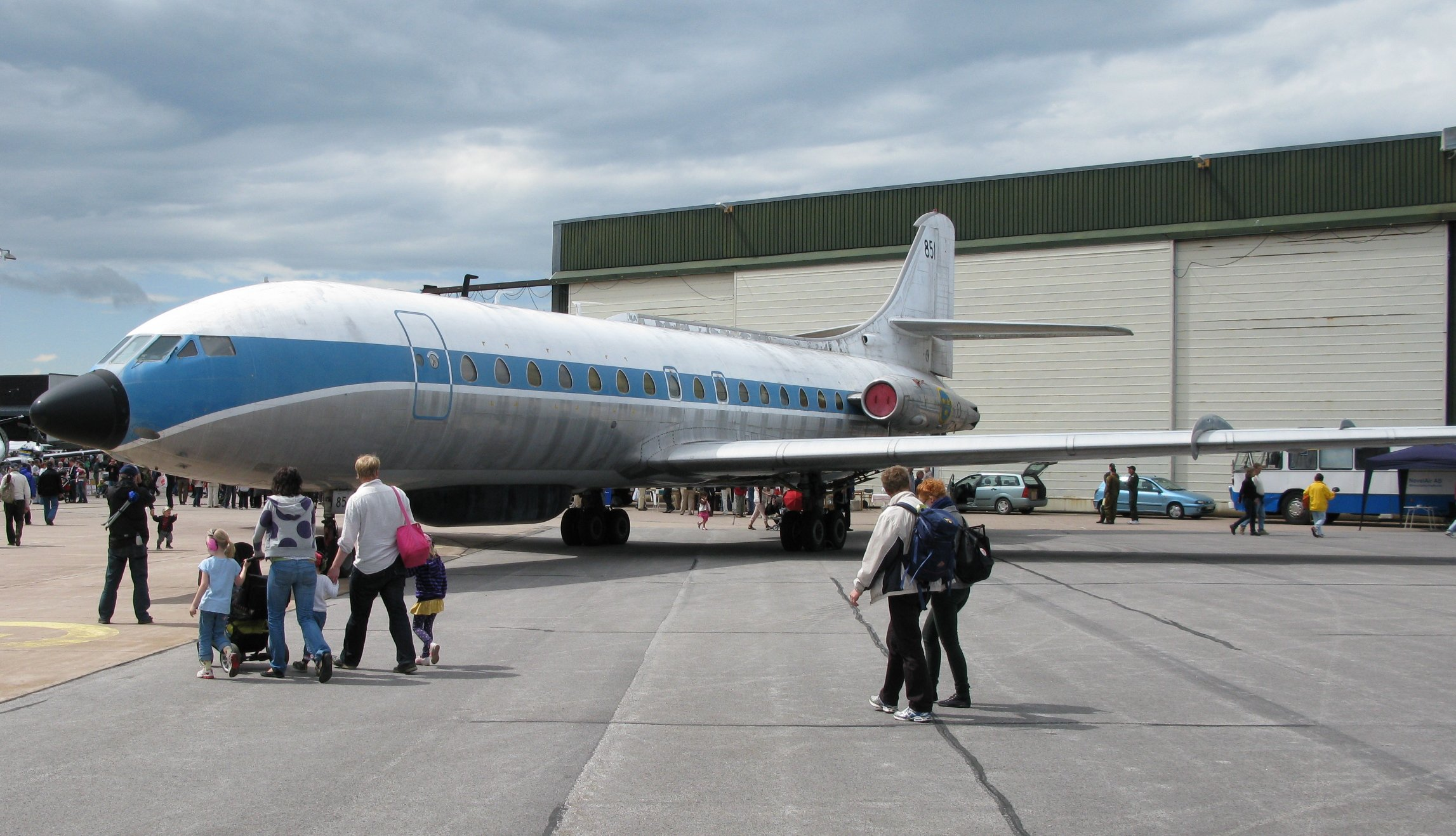
Passagerarflygplanet Caravelle.

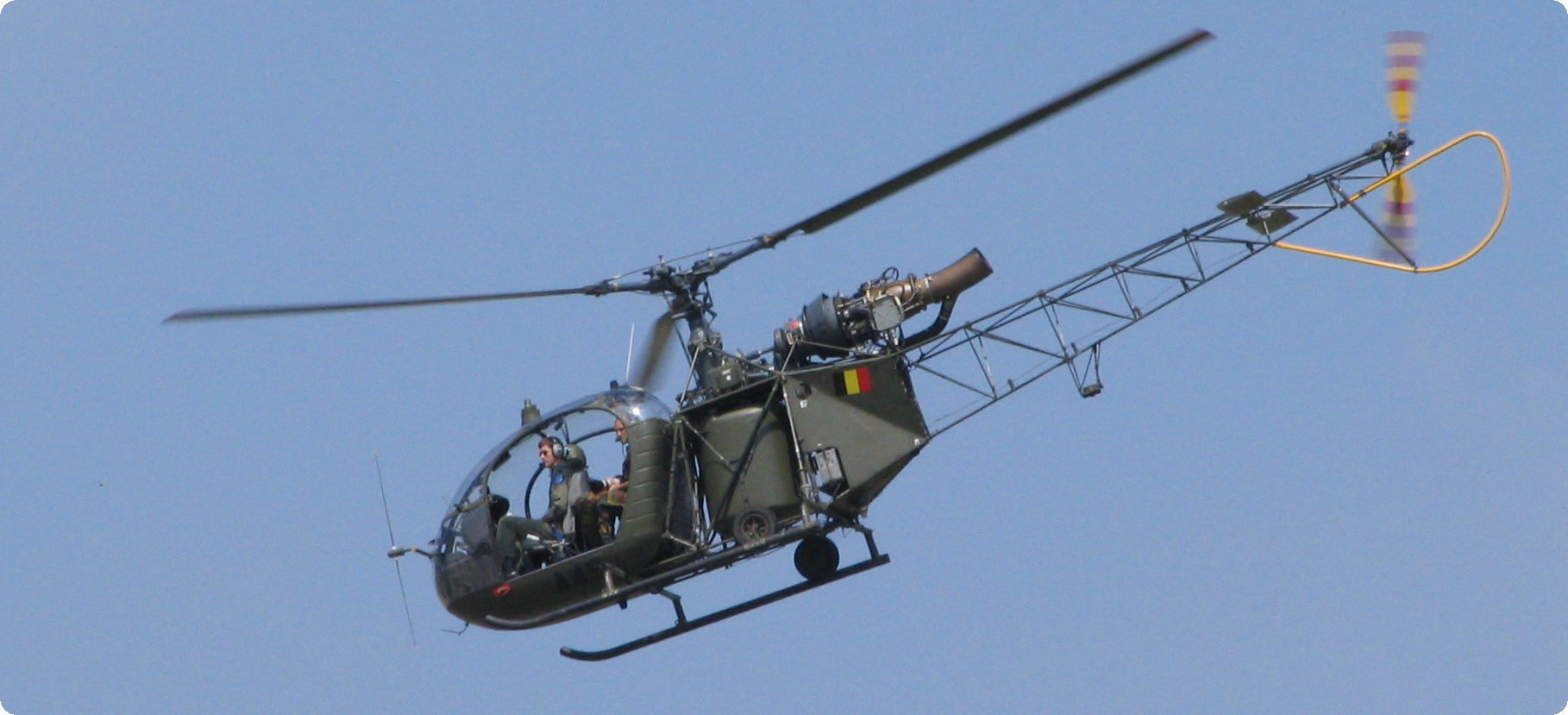
Helikoptern Alouette II.

Sud Aviation är en idag nedlagd flygplanstillverkare som tillverkade bland annat passagerarflygplanet Caravelle och helikoptern Alouette II.
År 1970 gick Syd Aviation samman med Nord Aviation och bildade Aérospatiale.